# Biciklističke vojne postrojbe
Biciklističke vojne postrojbe vojne su jedinice koje se za obavljanje svojih zadaća koriste vojnim biciklima.

## Povijest

### Počeci
Prve biciklističke vojne postrojbe pojavljuju se u francusko – pruskom ratu (1870. – 1871.). Razlog uvođenja bicikala u oružane snage bila je prije svega njihova ekonomičnost.  Velika Britanija uvodi ih 1885. godine u svoje tzv. teritorijalne jedinice, ali ne i u sastav regularne vojske. Godine 1886. Francuska provodi nekoliko eksperimenata sa sklopivim biciklima. U SAD-u se najintenzivnije radi na formiranju biciklističkih jedinica, provode se razni testovi, treninzi i obuke. Do početka 20. stoljeća sve značajnije europske oružane snage, kao i oružane snage SAD-a imaju biciklističke jedinice u svojim redovima. Koriste ih uglavnom za teklićke i špijunske zadaće, a u manjoj mjeri i za transport. Na prijelazu stoljeća zabilježeno je i korištenje bicikala u sukobima tijekom Jamesonovog prepada (1885. – 1886.) i Drugog burskog rata (1899. – 1902.); oboje na području juga Afrike. Zanimljivo, tijekom spomenutih sukoba bicikle su koristile obje strane.

### Razdoblje svjetskih ratova
Tijekom Prvog svjetskog rata biciklima su se tijekom sukoba koristili pješaci, izviđači, teklći i bolničko osoblje zaraćenih strana. Italija je, primjerice, koristila biciklističke jedinice tijekom cijelog rata, dok je Austro-Ugarska svoje jednice formirala tek 1916. godine. Oružane snage Velike Britanije u početku su imale manji broj jedinica opremljen biciklima da bi kasnije organizirale jednu veliku biciklističku diviziju.
U vremenu između dva svjetska rata vojska Kraljevine Jugoslavije u svom sastavu ima tri biciklistička bataljuna, svaki jačine 650 vojnika. Tijekom 1937. godine Japan je u okupaciji Kine između ostalog koristio i oko 50.000 vojnika na biciklima. Do 1939. godine švedske oružane snage imaju šest pješačkih regimenti opremljenih vojnim biciklima vlastite proizvodnje.
U Drugom svjetskom ratu bicikli imaju poprilično veliku ulogu. Koriste ih Japanci tijekom 1941. godine dok prolaze Malajskim poluotokom u svom proboju prema Singapuru. Bicikli im povećevaju brzinu kretanja kroz teško prohodne prašume i omogućavaju im da primjene vrlo važan element iznenađenja u sukobima s protivničkom vojskom. Ipak, nekoliko puta ih u sukobima nadjačavaju australske snage sa svojim motoriziranim jedinicama. Također, gotovo tijekom cijelog rata svoju vojsku biciklima opremaju i Finci za vrijeme sukoba sa SSSR-om, a koriste ih i Danci u sukobu s Nacistima. Posebno velike uspjehe ostvarila je Prva lovačka brigada finske vojske, koja se potpomognuta tenkovskim i protutenkovskim bataljonima vozeći bicikle lakše i brže kretala na zahtjevnom terenu. Tijekom zime bicikli su bili zamijenjeni skijama. Godine 1944. finske oružane snage usmjeravaju svoje djelovanje prema okupatorskoj nacističkoj vojsci. Budući da su proteklih nekoliko godina gotovo sve prometnice bile uništene ratnim razaranjima, tenkovima je znatno otežano kretanje (ako ne i potpuno onemogućeno), tako da na scenu ponovno stupaju biciklističke jedinice. Saveznici i Nacisti u manoj mjeri koriste bicikle. Saveznici njima opremaju svoje padobrance i izviđače iza neprijateljskih linija. Iz tog razdoblja dolazi i termin „bicikl-bomba“, kada su Saveznici iz zrakoplova padobranima izbacivali bicikle s ciljem da pomognu svojim jedinicama koje su se nalazile na teritoriju neprijatelja.

### Biciklističke jedinice nakon svjetskih ratova
Nakon Drugog svjetskog rata biciklističke jedinice se raspuštaju jer gube prednost pred motornim vozilima. U razdoblju između 1948. i 1952. godine švedske oružane snage prestaju s korištenjem vojnih bicikala, a sličan trend slijede i sve ostale svjetske vojske, posebice one veće i snažnije. Vojni bicikli tako nalaze novu primjenu – koriste ih razne paravojne postrojbe u gerilskim ratovima i sukobima manjeg intenziteta diljem svijeta. Bicikli tako postaje popularno „narodno oružje“. Jedan je od poznatijih primjera tzv. Ho Chi-Minov put koji se tijekom Vijetnamskog rata protezao od Sjevernog Vijetnama prema Južnom Vijetnamu i služio za opskrbu snaga Vietconga i sjevernovijetnamske vojske u Južnom Vijetnamu. Bila je to kompleksna mreža putova, od relativno uređenih koji su omogućavali i uporabu kamiona pa do običnih šumskih staza po kojima se dostava ratnog materijala odvijala pješice i na biciklu. Bicikl je bio mnogo poželjniji izbor jer je omogućavao veću masu tereta koju je jedan čovjek mogao prebaciti u jednoj turi a povećavao je i brzinu transporta. Jedan od posljednjih primjera masovnije uporabe bicikala je nedavno okončani građanski rat u Šri Lanki. Tamilski tigrovi su ustrojili biciklističke postrojbe koje su po dostupnim podacima imale ulogu brzopokretnog pješaštva.

## 21. stoljeće
Biciklističke vojne postrojbe u modernom ratovanju ipak zadržavaju svoju ulogu. Švicarska vojska imala je biciklističke jedinice sve do 2003. godine, oružane snage SAD-a i Švedske i danas imaju određen oblik biciklističkih postrojbi, iako ne u klasičnom smislu, dok Tamilski tigrovi, vojska Šri Lanke i vojska Finske još uvijek imaju biciklističke vojne postrojbe u svojim sastavima.